# Aleksandr Sołdatienkow
Aleksandr Wasiljewicz Sołdatienkow (ros. Александр Васильевич Солдатенков, ur. w 1887) – rosyjski szermierz, szpadzista. Członek rosyjskiej drużyny olimpijskiej w 1912 roku.